# Krzysztof Bulzacki
Krzysztof Bulzacki (ur. 2 stycznia 1930 we Lwowie, zm. 25 grudnia 2015 w Sydney) – polski działacz kresowy, pisarz, publicysta, poeta, współautor książek i artykułów o ofiarach zbrodni nacjonalistów ukraińskich na Małopolsce Wschodniej.
Urodzony w rodzinie inteligenckiej, syn inżyniera i ekonomistki. W 1946 r. ekspatriowany wraz z rodziną ze Lwowa do Jeleniej Góry. Ukończył Politechnikę Gdańską, otrzymując tytuł inżyniera. Pracował najpierw jako stoczniowiec, a później jako nauczyciel. Od 1990 r. mocno angażowany w działalność środowisk kresowych. Był założycielem oddziału jeleniogórskiego Towarzystwa Miłośników Lwowa i Kresów Południowo-Wschodnich i inicjatorem wydawania periodyku „Semper Fidelis”. Podjął stałą współpracę ze Stowarzyszeniem Upamiętnienia Ofiar Zbrodni Ukraińskich Nacjonalistów i redakcją kwartalnika „Na Rubieży”. Był autorem wielu publikacji i artykułów o historii i kulturze Lwowa oraz losach Polaków w Małopolsce Wschodniej w czasie II wojny światowej. Pisał i publikował także wiersze. Żonaty z Zofią, miał syna Romualda i córkę Bogumiłę. Pochowany na cmentarzu komunalnym w Jeleniej Górze.

## Publikacje
- „Polacy i Ukraińcy, trudny rozwód” (1997)[3]
- „Zawsze wierni Tobie Polsko” (1999)[4]
- „Ludobójstwo dokonane przez nacjonalistów ukraińskich w województwie lwowskim 1939−1947” (wraz ze Szczepanem Siekierką i Henrykiem Komańskim) (2006)[5]
- „Zawsze mój Lwów”[6]
- Ludobójstwo lwowskich Żydów (2009)[7]